# Крайние точки Венгрии
Ниже приведен список крайних точек Венгрии.

## Крайние точки
- Северная точка — село Хидвегардо, Боршод-Абауй-Земплен (48°34′ с. ш. 20°50′ в. д.HGЯO)
- Южная точка — село Кашад, Баранья (45°47′ с. ш. 18°24′ в. д.HGЯO)
- Западная точка — село Фельшёсёльнёк, Ваш (46°52′ с. ш. 16°10′ в. д.HGЯO)
- Восточная точка — село Гарбольц, Сабольч-Сатмар-Берег(47°57′ с. ш. 22°52′ в. д.HGЯO)

## Крайние высоты
- Высочайшая точка — гора Кекеш, Хевеш (1014 м)

47°52′44″ с. ш. 20°00′37″ в. д.
- Нижняя точка — Тиса (78 м).